# Industry (Texas)
Industry é uma cidade localizada no estado norte-americano de Texas, no Condado de Austin.

## Demografia
Segundo o censo norte-americano de 2000, a sua população era de 304 habitantes.
Em 2006, foi estimada uma população de 336, um aumento de 32 (10.5%).

## Geografia
De acordo com o United States Census Bureau tem uma área de
2,8 km², dos quais 2,7 km² cobertos por terra e 0,1 km² cobertos por água. Industry localiza-se a aproximadamente 95 m acima do nível do mar.

## Localidades na vizinhança
O diagrama seguinte representa as localidades num raio de 28 km ao redor de Industry.